# Jane Porter
Jane Porter (Durham, 17 de gener de 1776–Bristol, 24 de maig de 1850) fou una novel·lista històrica, dramaturga i literata britànica.

## Biografia

### Primers anys
Va néixer a Durham com la tercera dels cinc fills de Jane i William Porter. Quan va créixer va ser alta i bella. El seu gest greu li va valer el sobrenom de «La Pensarosa» (lit., «la noia pensativa»). Després de la mort de son pare, la seva família es va mudar a Edimburg, on Walter Scott era un assidu visitant. Temps després, la família es va traslladar a Londres, on les germanes es van familiaritzar amb un nombre de dones literates: Elizabeth Inchbald, Anna Laetitia Barbauld, Hannah More, Elizabeth Hamilton, Elizabeth Benger i la Sra. Champion de Crespigny.
Els germans de Porter també van aconseguir certa fama en la seva vida; sa germana Anna Maria Porter també va ser novel·lista —va tenir talent precoç per a la poesia paisatgística, però no hi va aprofundir com Jane—; el seu germà Robert Ker Porter va ser un pintor i viatger.

### Obres

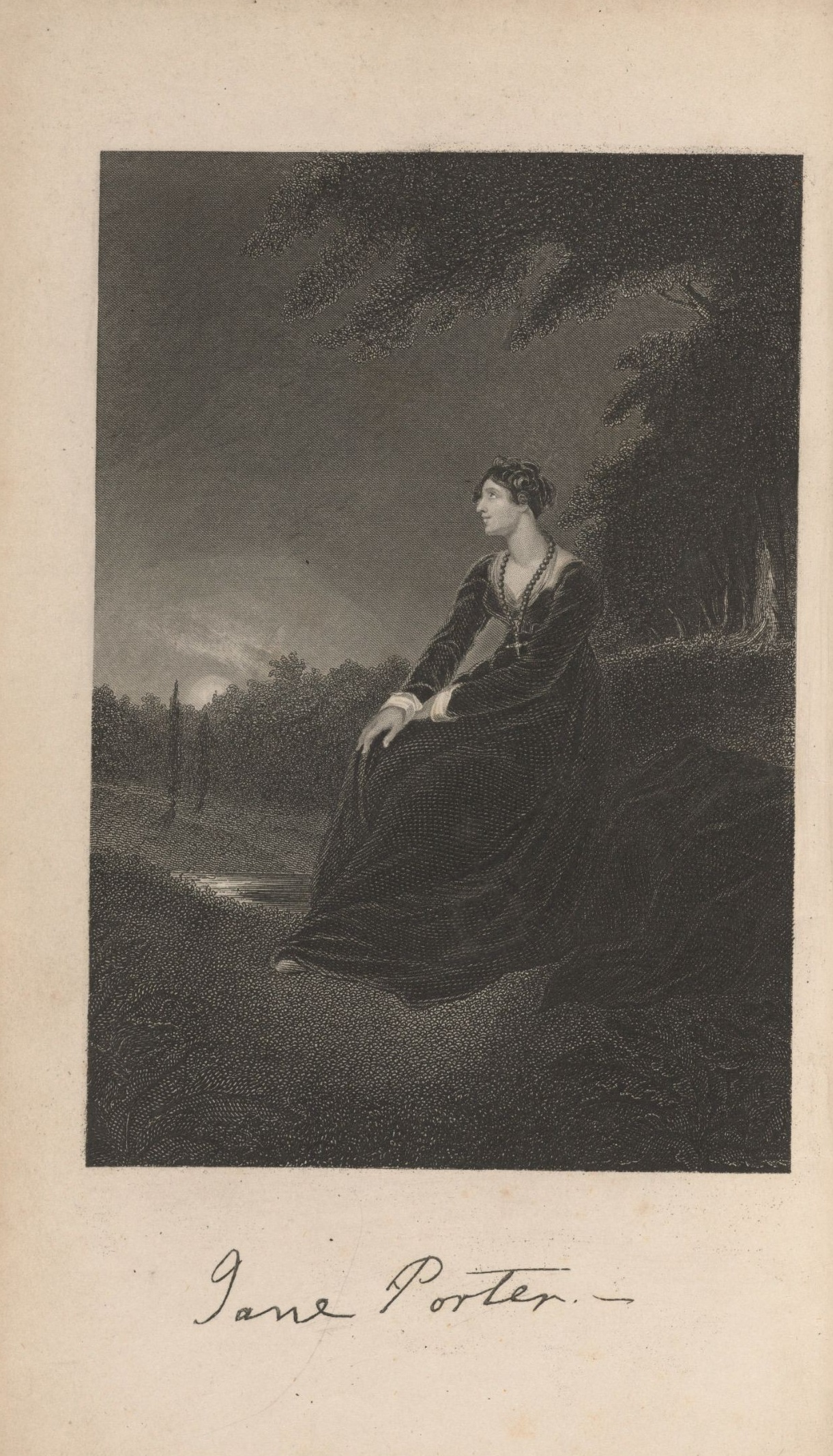
Gravat de l'autora en l'edició de 1846 de The Pastor's Fireside

Es considera que Porter va ser «dissenyadora i pionera de moltes de les eines narratives més comunament associades a la història nacional i la novel·la històrica». La seva obra de 1803 Thaddeus of Warsaw és un dels primers exemples de novel·la històrica i va passar per almenys 84 edicions, que inclouen una traducció al francès i a l'alemany. Per la seva publicació se li va concedir l'elecció com a membre de l'Orde teutònic de Sant Joaquim. L'heroi epònim de la novel·la de Porter és Thaddeus Sobieski, un descendent fictici del rei Joan Sobieski, que lluita al costat dels exèrcits invasors russos i prussians. Sobre la base de relats oculars de refugiats polonesos que fugien de les fallides revoltes contra l'ocupació estrangera de Polònia en els anys 1790, l'obra va ser elogiada per Tadeusz Kościuszko, un heroi de la Revolució nord-americana.
The Scottish Chiefs (1809), una novel·la sobre William Wallace, també va ser un èxit (la versió francesa va ser prohibida per Napoleó), i s'ha mantingut popular entre els nois escocesos. The Pastor's Fireside (1815) era una història sobre els Stuart tardans.
Va contribuir a revistes i va escriure la peça teatral Switzerland (1819), que sembla haver estat sabotejada deliberadament pel seu protagonista Edmund Kean i tancada després de la seva primera actuació. A vegades se li «acredita» la producció de 1822 Owen, Prince of Powys, que es va tancar després de només tres actuacions, però en realitat va ser un treball de Samson Penley. També va escriure Tals Round a Winter Hearth (1821), Coming Out (1828), i The Field of Forty Footsteps (1828) amb la seva germana, Anna Maria.
Un drama romàntic, Sir Edward Seaward's Diary (1831), que pretenia ser un registre de circumstàncies reals, va ser editat per Jane i escrit pel seu germà, el Dr. William Ogilvie Porter, mitjançant cartes, ara exhibides a la Universitat de Durham.
Als seus últims anys, va continuar escrivint peces més curtes per a revistes. Moltes van ser-ne publicades de manera anònima o simplement amb «JP». Els seus temes d'ampli abast van incloure Pere I el Gran, Simón Bolívar i Dixon Denham.

Després de visitar Rússia amb son germà Robert Ker, va tornar a Anglaterra a la seva vella residència de Bristol, on va morir el 24 de maig de 1850.

### Influències
Com molts dels seus contemporanis, va estar atreta per la fama de Lord Byron. El vilà de The Pastor's Fireside, el duc de Wharton, va dir en el seu diàleg que tenia «una ombra inequívocament byrònica». Influències addicionals en l'escriptura de Porter inclouen el seu mestre George Fulton, així com La Reina Fada d'Edmund Spenser i Arcàdia de sir Philip Sidney.